# No Place Like Home (film 1917)
No Place Like Home è un cortometraggio muto del 1917 diretto da Norval MacGregor. Il film, una commedia sceneggiata da William E. Wing e prodotta dalla Selig, aveva come interpreti la piccola Baby Lillian Wade, John Lancaster, Lyllian Leighton, Elsie Greeson, Lillian Hayward, Sidney Smith.

## Trama
Quando la piccola Lillian fa un giro in avanscoperta in casa, ne combina di tutti i colori. Pasticciando con colle e profumi della sorella, crea con l'atomizzatore una colla terribile che a spruzzare allegramente per casa: il padre non riesce a staccarsi dalla domestica, la cuoca da una padella, il corteggiatore della sorella resta invischiato pure lui come il cappotto del vagabondo che resta incollato a una sedia quando l'uomo si era introfulato in cucina per rubare da mangiare. Ancora peggio quando spruzza la sorella che, per curiosità, si era messa a curiosare tra le armi del padre e adesso non riesce a togliersi dalle mani una pistola che si mette a sparacchiare senza alcun controllo.

## Produzione
Il film fu prodotto dalla Selig Polyscope Company.

## Distribuzione
Distribuito dalla General Film Company, il film - un cortometraggio in una bobina - uscì nelle sale cinematografiche statunitensi nel marzo 1917.